# Popești-Leordeni
Popești-Leordeni – miasto w Rumunii, w okręgu Ilfov. Według danych z 2009 roku liczy 16 068 mieszkańców. Znajduje się tu zabytkowa cerkiew Vintilă Vodă.